# Годзилла: Финальные войны
Годзилла: Финальные войны (яп. ゴジラ ファイナルウォーズ Годзира — файнару во:дзу, от англ. «Godzilla: Final Wars») — японский фильм режиссёра Рюхэя Китамуры. Является двадцать восьмым фильмом о Годзилле, а также заключающим всю серию. Мировая премьера состоялась 4 декабря 2004 года.
При бюджете в 19 миллионов долларов это был самый дорогой фильм о Годзилле. Его прокат обернулся кассовым провалом, сделал его самым провальным фильмом о Годзилле эпохи Миллениум и вторым провальным фильмом в эпопеи после фильма «Террор Мехагодзиллы».
Был выпущен «Sony» на DVD в 2005 году.

## Сюжет
Начало XXI века. Фильм начинается со сцены, где летающий корабль-субмарина Готэнго с командой, включающей техника Дугласа Гордона, сражается с Годзиллой в Антарктиде и хоронит его заживо под грудой обломков айсберга. Затем демонстрируется вступление, в котором рассказывается о Силах Защиты Земли (Earth Defense Force), в состав которых входят обычные люди, а также люди, наделённые необычными способностями — мутанты, входящие в специальное подразделение — организацию М. Главная цель организации — борьба с гигантскими монстрами. Главным врагом Сил Защиты Земли является динозавр-мутант Годзилла.
Далее события переносятся в середину XXI века. Через много лет Гордон становится капитаном Готэнго. Он проводит успешную операцию по уничтожению морского дракона Манды, но при этом сильно повреждает Готэнго, за что его после этого хотят засудить.
Тем временем мутанта Одзаки вызывает один из командующих Сил Защиты Земли и информирует его о предстоящем задании — охране биолога Миюки Отонаси, занятой изучением доставленной ископаемой мумией неизвестного существа. Учёный Хатиро Дзингудзи выяснил, что как и люди-мутанты, это существо имеет в своём составе четвёртое основание — вещество М. Одзаки разглядывает старую книгу, и, неизвестным образом телепортирует себя, Миюки и Хатиро на остров Инфант, где встречают двух маленьких фей-хранительниц, которые охраняют покой гигантской бабочки-бога Мотры. Они рассказывают о том, что монстра-киборга, обнаруженного учёными, зовут Гайган и он прибыл на Землю двенадцать тысяч лет назад и начал уничтожать всё живое, но Мотра остановила его. Они сообщают, что если Одзаки будет на стороне добра, Мотра тоже будет на его стороне, и передают ему амулет. Затем герои снова оказываются в лаборатории.
Появляется сообщение о том, что секретарь ООН Дайго пропал. Также оказывается, что крупные населённые пункты атакованы монстрами. На Нью-Йорк напал гигантский птеранодон Родан, на Шанхай — анкилозавр Ангирус, на Окинаву — Кинг Сизар, на Париж — богомол Камакурас, паук Кумонга — на Аризону, игуана Зилла — на Сидней, рак Эбира — на пригород Токио. Мутантов Одзаки и Кадзаму отправляют сражаться с Эбирой, которого они почти убивают. Но внезапно все монстры исчезают. В Токио появляется НЛО, на борту которого находится секретарь ООН Дайго. Он объявляет, что его спасли инопланетяне Ксилены и то, что они являются друзьями землян. Ксилены утверждают, что они спасли Землю от монстров и прилетели предупредить о астероиде Горас, летящем к Земле. Благодаря Гордону, Одзаки и Миюки выясняют о том, что Ксилены на самом деле собираются поработить человечество, а Дайго и командир Сил Защиты Земли Намикава похищены и подменены на Ксиленов. Миюки и её сестра Анна выясняют также то, что Ксилены на самом деле не являются похожими на людей, а только маскируются.
У подножия горы Фудзи дед и внук обнаруживают сына Годзиллы — Миниллу.
Ксилены контролируют монстров, Гайгана и людей-мутантов за счёт основания М. Однако они не могут контролировать Одзаки, в связи с тем, что он Кайзер[уточнить]. Годзиллу и Мотру Ксилены также не могут контролировать из-за того, что в них отсутствует основание М.
Гордон, Одзаки и Миюки отправляются на Готэнго в Антарктиду и будят Годзиллу. Главный Ксилен посылает Гайгана сражаться с Годзиллой, но Годзилла побеждает его. Затем Годзилла следует за Готэнго в Сидней. Ксилены выпускают Зиллу, но Годзилла убивает его с помощью атомного луча, выпущенного из пасти. Затем Годзилла расправляется с Кумонгой в Новой Гвинее и Камакурасом на побережье Манадзуру. После этого Годзилла начинает сражение сразу с тремя монстрами: Кинг Сизаром, Ангирусом и Роданом. В течение недолгой схватки Король Монстров побеждает всех троих, однако, в отличие от Зиллы, Кумонги и Камакураса, оставляет их в живых. Далее, следуя за Готэнго Годзилла направляется Токио, где в бухте убивает Эбиру и Хэдору. После этого Годзилла выпускает из пасти атомный луч и уничтожает астероид, запущенный Ксиленами. Потом оказывается, что астероид был чем-то вроде космического корабля могущественного инопланетного Монстра Икс, с которым Годзилла начинает сражение.
Героям удаётся проникнуть на борт корабля Ксиленов, где они обнаруживают живых Дайго и Намикаву. Мотра просыпается и спешит на помощь Годзилле. Чтобы отвлечь Мотру, главный Ксилен выпускает отремонтированного Гайгана. Мотре удаётся победить Гайгана. Корабль Ксиленов взрывается, а Одзаки с остальными перебераются на Готэнго. Монстр Икс трансформируется в Кайзера Гидору, чудовище с тремя головами и длинным раздвоенным хвостом, и выпивает из Годзиллы почти всю энергию. Команда Готэнго понимает, что такими темпами Годзилла скоро лишится всей своей энергии и погибнет, и, чтобы предотвратить это, Одзаки передает Годзилле часть своей энергии. Сразу же после этого Годзилла освобождается от хватки инопланетного монстра и отрывает ему две головы Кайзеру Гидоре. Затем, взяв за третью, последнюю, голову и выпустив атомный луч, Король Монстров запускает Кайзера Гидору в космос. Затем Годзилла стреляет атомным лучом по Готэнго, и тот падает. Появляется Анна. Годзилла собирается прикончить героев, но появляется Минилла и не даёт Годзилле сделать это.
В заключительной сцене фильма Годзилла с Миниллой уходят в океан.

## В ролях
| Актёр            | Роль             |
| ---------------- | ---------------- |
| Масахиро Мацуока | Синъити Одзаки   |
| Рэй Кикукава     | Миюки Отонаси    |
| Дон Фрай         | Дуглас Гордон    |
| Маки Мидзуно     | Анна Отонаси     |
| Кадзуки Китамура | Главный Ксилен   |
| Так Сакагути     | Ксилен           |
| Кейн Косуги      | Кацунори Кадзама |
| Куми Мидзуно     | Акико Намикава   |
| Кэндзи Сахара    | Хатиро Дзингудзи |

## Монстры
В фильме были использованы многие монстры, которые долгое время до этого не появлялись в кино.
- Годзилла (сыгран Цутому Китагавой, главным постановщиком трюков)
- Манда — морской дракон. Не появлялся в кино с времён выхода фильма «Уничтожить всех монстров» (1968). Битва Манды с Готэнго — дань аналогичной битве в фильме «Атрагон: Летающая суперсубмарина» (1963).
- Гайган (сыгран Кадзухиро Ёсидой) — инопланетный киборг. Не появлялся со времён выхода одиннадцатого эпизода шоу «Zone Fighter» (1973), в полнометражных фильмах не появлялся со времён выхода фильма «Годзилла против Мегалона» (1973).
- Мотра — гигантская бабочка, хранитель планеты Земля. Не появлялась в качестве союзника Годзиллы со времён фильма «Уничтожить всех монстров» (1968).
- Родан (сыгран Наоко Камио) — гигантский птеранодон-мутант. Не появлялся в кино со времени окончания сериала «Остров Годзиллы» (1997). В полнометражных фильмах не появлялся со времён выхода фильма «Годзилла против Мехагодзиллы-2» (1993).
- Ангирус (сыгран Тосихиро Огурой) — гигантский анкилозавр. Не появлялся со времён окончания сериала «Остров Годзиллы», в полнометражных же фильмах — со времён выхода фильмов «Годзилла против Мехагодзиллы» (1974).
- Кинг Сизар (сыгран Мотокуни Накагавой) — древний бог. Не появлялся со времён выхода фильма «Годзилла против Меха-Годзиллы» (1974).
- Камакурас — гигантский богомол. Не появлялся со времён окончания сериала «Остров Годзиллы», в полнометражных фильмах — со времён выхода фильма «Годзилла, Минилла, Габара: Атака всех монстров» (1969).
- Кумонга — гигантский паук. Не появлялся со времён выхода фильма «Годзилла, Минилла, Габара: Атака всех монстров» (1969).
- Зилла[англ.] — кайдзю основанный на американском фильме «Годзилла» (1998). Представлен как самый слабый противник Годзиллы.
- Минилла (сыгран Наоко Камио) — сын Годзиллы. Не появлялся со времён выхода фильма «Годзилла, Минилла, Габара: Атака всех монстров» (1969).
- Эбира (сыгран Тосихиро Огурой) — гигантский рак. Не появлялся со времён выхода фильма «Годзилла, Минилла, Габара: Атака всех монстров» (1969).
- Хэдора (сыгран Кадзухиро Ёсидой) — смог-монстр. Не появлялся со времён окончания сериала «Остров Годзиллы», в полнометражных фильмах — со времён выхода фильма «Годзилла против Хэдоры» (1971).
- Монстр Икс (сыгран Мотокуни Накагавой)
- Кайзер Гидора (сыгран Тосихиро Огурой) — своеобразная интерпретация Кинга Гидоры, однако, в отличие от оригинального Кинга Гидоры, имеет четыре лапы и более силён и вынослив.

Монстры, появлявшиеся в камео в заставке
- Варан
- Гайра
- Барагон
- Гэзора
- Титанозавр
- Мехагодзилла
- Мегагирус

## Съёмки
Бюджет фильма составил $ 35 500 000 и на данный момент это самый большой бюджет за всю историю серии.
Режиссёр Рюхэй Китамура согласился возглавить режиссуру главным образом из-за того, что он был в не в восторге от предыдущих фильмов эпохи «Миллениум» и фильмов эпохи «Хэйсэй» — гораздо больше ему нравилась серия, какой она была в эпоху «Сёва», поэтому этот фильм он старался приблизить по духу именно к фильмам той эпохи.

## Критика
Получил в основном положительные отзывы, хотя у фанатов было немного претензий к фильму. Одна из них — то, что большая часть фильма уделена именно людям, а не монстрам и Годзилле. Годзилла даже мало упоминается. На Rotten Tomatoes получил 44 % положительных отзывов.